# Patinação artística nos Jogos Olímpicos de Verão de 1920 - Individual masculino
A competição individual masculina da patinação artística nos Jogos Olímpicos de Verão de 1920 foi disputado entre 9 patinadores.

## Medalhistas
| Ouro   | SWE Gillis Grafström |
| Prata  | NOR Andreas Krogh    |
| Bronze | NOR Martin Stixrud   |

## Resultados
| #                 | Nome             | País               | PC | PL | Pos. |
| ----------------- | ---------------- | ------------------ | -- | -- | ---- |
| Medalha de ouro   | Gillis Grafström | SWE Suécia         | 1  | 1  | 7.0  |
| Medalha de prata  | Andreas Krogh    | NOR Noruega        | 3  | 3  | 18.0 |
| Medalha de bronze | Martin Stixrud   | NOR Noruega        | 4  | 2  | 24.5 |
| 4                 | Ulrich Salchow   | SWE Suécia         | 2  | 5  | 25.5 |
| 5                 | Sakari Ilmanen   | FIN Finlândia      | 5  | 4  | 30.0 |
| 6                 | Nathaniel Niles  | USA Estados Unidos | 7  | 6  | 49.0 |
| 7                 | Basil Williams   | GBR Grã-Bretanha   | 6  | 9  | 49.5 |
| 8                 | Alfred Megroz    | SUI Suíça          | 8  | 7  | 52.5 |
| 9                 | Kenneth Beaumont | GBR Grã-Bretanha   | 9  | 8  | 59.0 |

Legenda
| Recorde mundial      | Recorde mundial (World record)               |                       | Recorde africano                      | Recorde africano (African) |                                           | Q | Classificado por posição (Qualified) |
| Recorde olímpico     | Recorde olímpico (Olympic record)            | Recorde da América    | Recorde da América (Americas)         | q                          | Classificado por melhor tempo (Qualified) |   |                                      |
| Melhor marca do ano  | Melhor marca do ano (World leading)          | Recorde asiático      | Recorde asiático (Asian)              | DNS                        | Não largou (Did not start)                |   |                                      |
| Recorde nacional     | Recorde nacional (National record)           | Recorde europeu       | Recorde europeu (European)            | DNF                        | Não terminou (Did not finish)             |   |                                      |
| Recorde pessoal      | Recorde pessoal do atleta (Personal best)    | Recorde da Oceania    | Recorde da Oceania (Oceania)          | DSQ / DQ                   | Desclassificado (Disqualified)            |   |                                      |
| Recorde da temporada | Recorde da temporada do atleta (Season best) | Recorde sul-americano | Recorde sul-americano (South America) | NM                         | Sem marca (No mark)                       |   |                                      |